# Municipio de South Litchfield
El municipio de South Litchfield (en inglés: South Litchfield Township) es un municipio ubicado en el condado de Montgomery en el estado estadounidense de Illinois. En el año 2010 tenía una población de 3408 habitantes y una densidad poblacional de 35,35 personas por km².

## Geografía
El municipio de South Litchfield se encuentra ubicado en las coordenadas 39°7′45″N 89°38′37″O / 39.12917, -89.64361. Según la Oficina del Censo de los Estados Unidos, el municipio tiene una superficie total de 96.4 km², de la cual 96.21 km² corresponden a tierra firme y (0.19%) 0.19 km² es agua.

## Demografía
Según el censo de 2010, había 3408 personas residiendo en el municipio de South Litchfield. La densidad de población era de 35,35 hab./km². De los 3408 habitantes, el municipio de South Litchfield estaba compuesto por el 97.65% blancos, el 0.44% eran afroamericanos, el 0.26% eran amerindios, el 0.23% eran asiáticos, el 0.15% eran isleños del Pacífico, el 0.59% eran de otras razas y el 0.67% pertenecían a dos o más razas. Del total de la población el 1.14% eran hispanos o latinos de cualquier raza.